# Seprődi Kiss Attila
Seprődi Kiss Attila (Sepsiszentgyörgy, 1941. február 17. – Budapest, 2008. augusztus 1.) erdélyi magyar színházi és televíziós rendező, műfordító, színész, Kiss Árpád (1902) és Seprődi Anna (1902) fia.

## Életútja
Középiskoláit szülővárosában, a Székely Mikó Kollégiumban kezdte, s annak utódiskolájában érettségizett (1956). A marosvásárhelyi Szentgyörgyi István Színművészeti Intézetben színészi, Bukarestben rendezői diplomát szerzett. Majdnem minden romániai magyar színházban rendezett. 1984-ben települt át Magyarországra, ahol előbb a kecskeméti Katona József Színház munkatársa volt, majd önálló művészként több felvidéki színházban s időnként hazajárva, Sepsiszentgyörgyön is rendezett.
Varga Vilmossal közösen rendezői tanácsokat írtak a Seres András szerkesztette Teatru scurt – Kisszínpadi művek c. kötethez (Sepsiszentgyörgy, 1974).
Közel két tucat dokumentumfilmnek is rendezője volt, főképp a Duna Televízió számára dolgozott. Itt mutatták be Fischer István helyszínei című filmjét is 2006-ban.

## Műfordításai
- Marin Sorescu: Jónás (Bukarest, 1969);
- Páskándi Géza: Árnyékban (románra, Bukarest, 1970);
- Paul Everac: A számlát egyszer benyújtják (Bukarest, 1973);
- A. Voitin: Emberek, akik győztek (Bukarest, 1974);
- Dumitru Radu Popescu: Azok a szomorú angyalok (Bukarest, 1975);
- Hans Christian Andersen: A gyufaárus kislány (románból, Bukarest, 1976);
- Ion Luca Caragiale: Farsang (Sylvester Lajossal, 1977);
- E. Mănescu: Éjszaka az országúton (Sylvester Lajossal, 1978);
- Ion Luca Caragiale: Az elveszett levél (Bukarest, 1980);
- Ion Luca Caragiale: Zűrzavaros éjszaka (Bukarest, 1981). (Fordításai közül csak Caragiale-fordításai jelentek meg, nem sokkal halála előtt.)